# Mendon (Utah)
Mendon je město v okresu Cache County ve státě Utah ve Spojených státech amerických. K roku 2010 zde žilo 1 282 obyvatel. S celkovou rozlohou 3,2 km² byla hustota zalidnění 276,9 obyvatel na km².